# Coglians
Coglians (friulisk Coliàns; tysk Hohe Warte) er det højeste bjerg i de Karniske Alper, og ligger på grænsen mellem Italien (provinsen Udine) og Østrig (Kärnten). Det har en højde på 2.780 meter over havet, og ligger vest for Plöckenpass eller Monte Croce Carnico-passet.
Coglians består af karstformationer.